# Pultenaea myrtoides
Pultenaea myrtoides är en ärtväxtart som beskrevs av George Bentham. Pultenaea myrtoides ingår i släktet Pultenaea och familjen ärtväxter. Inga underarter finns listade i Catalogue of Life.